# Конте, Фасине
Фасине́ Конте́ (фр. Facinet Conte; род. 24 марта 2005, Конакри) — гвинейский футболист, нападающий клуба «Янг Бойз» и сборной Гвинеи.

## Клубная карьера
Конте — воспитанник футбольной Академии «Сияка». В 2023 году игрок подписал контракт с французской «Бастией». 26 августа в матче против «Труа» он дебютировал в Лиге 2 за основной состав. В этом же поединке Фасине забил свой первый гол за «Бастию».

## Международная карьера
8 января 2024 года в товарищеском матче против сборной Нигерии Конте дебютировал за сборную Гвинеи. В этом же поединке он забил свой первый гол за национальную команду.

### Голы за сборную Гвинеи
| #  | Дата          | Место проведения      | Соперник | Счёт | Голы | Соревнование      |
| -- | ------------- | --------------------- | -------- | ---- | ---- | ----------------- |
| 1. | 8 января 2024 | Банияс, Абу-Даби, ОАЭ | Нигерия  | 2:0  | 2:0  | Товарищеский матч |